# Comté de Flagler
Pour les articles homonymes, voir Flagler.
Le comté de Flagler est un comté situé dans l'État de Floride, aux États-Unis. Sa population était de 115 378 habitants en 2020. Le comté, dont le chef-lieu est Bunnell, a été fondé en 1917 et doit son nom à Henry Morrison Flagler, constructeur de la ligne de chemin de fer à l'est de la Floride.

## Comtés adjacents
- Comté de Saint Johns (nord)
- Comté de Volusia (sud)
- Comté de Putnam (ouest)

## Principales villes
- Beverly Beach
- Bunnell
- Flagler Beach
- Marineland
- Palm Coast

## Démographie
| Groupe                           | Comté de Flagler | Floride | États-Unis |
| -------------------------------- | ---------------- | ------- | ---------- |
| Blancs                           | 82,3             | 75,0    | 72,4       |
| Afro-Américains                  | 11,4             | 16,0    | 12,6       |
| Métis                            | 2,3              | 2,5     | 2,9        |
| Asiatiques                       | 2,1              | 2,4     | 4,8        |
| Autres                           | 1,7              | 3,7     | 6,4        |
| Amérindiens                      | 0,3              | 0,4     | 0,9        |
| Total                            | 100              | 100     | 100        |
|                                  |                  |         |            |
| Hispaniques et Latino-Américains | 8,6              | 22,5    | 16,7       |

| 1920  | 1930  | 1940  | 1950  | 1960  | 1970  |
| ----- | ----- | ----- | ----- | ----- | ----- |
| 2 442 | 2 466 | 3 008 | 3 367 | 4 566 | 4 454 |

| 1980   | 1990   | 2000   | 2010   | 2020    | - |
| ------ | ------ | ------ | ------ | ------- | - |
| 10 913 | 28 701 | 49 832 | 95 696 | 115 378 | - |